# Umpijärvi
Umpijärvi är en sjö i Pajala kommun i Norrbotten och ingår i Torneälvens huvudavrinningsområde. Sjön har en area på 0,256 kvadratkilometer och ligger 218 meter över havet. Umpijärvi ligger i Torne och Kalix älvsystem Natura 2000-område.

## Delavrinningsområde
Umpijärvi ingår i det delavrinningsområde (746124-182291) som SMHI kallar för Ovan Kiilesoja. Medelhöjden är 228 meter över havet och ytan är 50,08 kvadratkilometer. Det finns inga avrinningsområden uppströms utan avrinningsområdet är högsta punkten. Pentäsjoki (Karhujoki) som avvattnar avrinningsområdet har biflödesordning 2, vilket innebär att vattnet flödar genom totalt 2 vattendrag innan det når havet efter 183 kilometer. Avrinningsområdet består mestadels av skog (69 procent) och sankmarker (25 procent). Avrinningsområdet har 0,34 kvadratkilometer vattenytor vilket ger det en sjöprocent på 0,7 procent.